# Các nhà thờ và địa điểm Cơ đốc giáo tại Nagasaki
Các nhà thờ và địa điểm Cơ đốc giáo tại Nagasaki là một nhóm gồm 13 địa điểm liên quan đến lịch sử Kitô giáo nằm ở hai tỉnh Nagasaki và Kumamoto, Nhật Bản. Các công trình thể hiện ý nghĩa của sự hồi sinh của Kitô giáo sau một thời gian dài bị đàn áp.
Năm 2007, các công trình này cùng với nhau được đề xuất trở thành Di sản thế giới của UNESCO theo các tiêu chuẩn ii, iii, iv, v và vi. Đề cử này bao gồm 26 địa điểm, nhưng sau khi xem xét lại thì Nagasaki đã giảm xuống còn 13 địa điểm. Ngày 30 tháng 6 năm 2018, 12 công trình trong số đề cử được UNESCO công nhận Di sản thế giới trong phiên họp thường niên tại Manama.

## Ki tô giáo tại Nhật Bản
Kitô giáo du nhập vào Nhật Bản vào năm 1549 bởi linh mục dòng Tên Phanxicô Xaviê. Nó lan rộng ra từ Nagasaki đã giành được đức tin từ rất nhiều những người cải đạo, trong đó có cả những lãnh chúa (Daimyō) phong kiến Nhật Bản. Toyotomi Hideyoshi sau đó là Tokugawa Ieyasu đã bất bớ những người tự xưng là tín đồ của Kitô. Sau cuộc Khởi nghĩa Shimabara 1637-1638 của những người nông dân theo đạo Kitô, sự đàn áp đạo Kitô chính thức được tiến hành cùng với chính sách bế quan tỏa cảng (Sakoku) kéo dài hơn hai thế kỷ. Với việc có các hiệp ước giữa phương Tây và Nhật Bản trong những năm 1850 và những thay đổi của cuộc Cải cách Minh Trị, hoạt động truyền giáo đã được đổi mới và một số tín đồ Kitô hữu ẩn danh nổi lên. Nhà thờ Ōura được xây dựng năm 1854 là nhà thờ đầu tiên được xây dựng sau thời kỳ dài Kitô bị đàn áp.

## Danh sách
| Tên                                                                  | Thời gian hoàn thành | Vị trí            | Loại công trình | Ghi chú                      | Hình ảnh |
| -------------------------------------------------------------------- | -------------------- | ----------------- | --------------- | ---------------------------- | -------- |
| Vương cung thánh đường Ōura và các công trình liên quan (大浦天主堂) | 1864                 | Nagasaki          | Gạch            | Báu vật Quốc gia             |          |
| Nhà thờ Kuroshima (黒島天主堂)                                       | 1902                 | Sasebo            | Gạch            | Tài sản Văn hóa Quan trọng   |          |
| Nhà thờ cũ Gorin (旧五輪教会堂)                                      | 1881                 | Gotō              | Gỗ              | Tài sản Văn hóa Quan trọng   |          |
| Nhà thờ Kashiragashima (頭ヶ島天主堂)                                | 1919                 | Shinkamigotō      | Đá              | Tài sản Văn hóa Quan trọng   |          |
| Nhà thờ Tabira (田平天主堂)                                          | 1917/8               | Hirado            | Gạch            |                              |          |
| Nhà thờ Shitsu (出津教会)                                            | 1882                 | Nagasaki          | Gạch            |                              |          |
| Nhà thờ Ōno (大野教会堂)                                             | 1893                 | Nagasaki          | Đá              | Tài sản Văn hóa Quan trọng   |          |
| Nhà thờ cũ Nokubi và tàn tích liên quan (旧野首教会)                 | 1908                 | Ojika             | Gạch            |                              |          |
| Nhà thờ Egami (江上天主堂)                                           | 1917/8               | Gotō              | Gỗ              | Tài sản Văn hóa Quan trọng   |          |
| Tàn tích của Lâu đài Hara (原城跡)                                   |                      | Minamishimabara   |                 | Địa điểm Lịch sử             |          |
| Tàn tích của Lâu đài Hinoe (日野江城跡)                              |                      | Minamishimabara   |                 |                              |          |
| Hirado - đảo thiêng và các làng (平戸島の聖地と集落)                 |                      | Hirado, Nagasaki  |                 | Cảnh quan Văn hóa Quan trọng |          |
| Làng Sakitsu tại Amakusa (天草の﨑津集落)                            |                      | Amakusa, Kumamoto |                 | Cảnh quan Văn hóa Quan trọng |          |

## Di tích được đề cử trước đó
Dưới đây là các địa điểm đã từng được đề cử trước đó nhưng hiện đã không còn trong Danh sách.
| Tên                                                        | Thời gian hoàn thành | Vị trí          | Loại công trình  | Ghi chú                                                                                         | Hình ảnh                              |
| ---------------------------------------------------------- | -------------------- | --------------- | ---------------- | ----------------------------------------------------------------------------------------------- | ------------------------------------- |
| Cựu Chủng viện Công giáo (旧羅典神学校)                    | 1875                 | Nagasaki        | Khung gỗ Gạch    | Tài sản Văn hóa Quan trọng                                                                      |                                       |
| Nhà thờ Aosagaura (青砂ヶ浦天主堂)                         | 1910                 | Shinkamigotō    | Gạch             | Tài sản Văn hóa Quan trọng                                                                      |                                       |
| Kỷ vật của Cha Marc Marie de Rotz (ド・ロ神父遺跡)         |                      | Nagasaki        |                  |                                                                                                 |                                       |
| Trung tâm hỗ trợ Shitsu cũ (旧出津救助院)                  |                      | Nagasaki        |                  | Nhà trú ẩn, nhà máy mì ống, và khu vực chế biến cá mòi tất cả đều là Tài sản Văn hóa Quan trọng |                                       |
| Nhà thờ Dōzaki (堂崎教会)                                  | 1907                 | Gotō            | Gạch             |                                                                                                 |                                       |
| Nhà thờ Hōki (宝亀教会)                                    | 1899                 | Hirado          | Gỗ/Gạch          |                                                                                                 |                                       |
| Mộ đá Christian (吉利支丹墓碑)                             |                      | Minamishimabara |                  | Di tích Lịch sử                                                                                 |                                       |
| Địa điểm của 26 Tử đạo của Nhật Bản (日本二十六聖人殉教地) | 1864                 | Nagasaki        |                  |                                                                                                 | Tập tin:26 muchenykiv Yaponii 03..jpg |
| Địa điểm Nhà thờ Thánh Dominic (サント・ドミンゴ教会跡)    | 1609                 | Nagasaki        |                  |                                                                                                 |                                       |
| Nhà thờ chính tòa Urakami (浦上天主堂)                     | 1959                 | Nagasaki        | Bê tông cốt thép |                                                                                                 |                                       |
| Nơi ở cũ của Đức Tổng Giám mục (旧大司教館)                | 1914                 | Nagasaki        |                  |                                                                                                 |                                       |
| Nhà thờ Kaminoshima (神ノ島教会)                           | 1897                 | Nagasaki        | Gạch             |                                                                                                 |                                       |
| Nhà thờ Kurosaki (黒崎教会)                                | 1920                 | Nagasaki        | Gạch             |                                                                                                 |                                       |
| Nhà thờ Himosashi (紐差教会)                               | 1929                 | Hirado          | Bê tông cốt thép |                                                                                                 |                                       |
| Nhà thờ Ōso (大曾教会)                                     | 1916                 | Shinkamigotō    | Gạch             |                                                                                                 |                                       |